# Liste de coups d'État en Grèce
Les forces armées grecques sont intervenues à de multiples reprises dans l'histoire politique de la Grèce.
Voici une liste de coups d'État ayant eu lieu dans l'histoire contemporaine de la Grèce.

## Liste
- Coup d'État grec de 1831 (el), mutinerie de la marine organisée par Andréas Miaoúlis contre le gouvernement de Ioánnis Kapodístrias, conduisant à l'incendie de la flotte le 13 août dans le port de Poros ;
- En 1831, après l'assassinat de Kapodístrias, une révolte contre son frère Augustinos oblige le Sénat à se réfugier à Ástros ;
- Coup d'État du 3 septembre 1843, qui amène le roi Othon Ier à accorder à la Grèce sa première constitution ;
- Révolution grecque du 23 octobre 1862 amenant au départ du roi Othon Ier et de sa femme, premier pas vers l'élection au trône du roi Georges Ier en 1864 ;
- Le 15 août 1909, Coup de Goudi contre le gouvernement de Dimítrios Rállis, qui amène Elefthérios Venizélos sur la scène politique grecque ;
- Le 17 août 1916, rébellion de Vénizélos à Thessalonique et établissement du Gouvernement de défense nationale ;
- Coup d'État du 11 septembre 1922 par les colonels Nikólaos Plastíras, Stylianós Gonatás et le commandant Dimitrios Phokas, aboutissant à l’abdication du roi Constantin Ier ;
- Le 11 octobre 1923, Coup d'État grec d'octobre 1923 par les officiers royalistes Léonardopoulos et Gargalidis, qui échoue ;
- Coup d'État du 25 juin 1925 (el), prise du pouvoir par le général Theodoros Pangalos ;
- Coup d'État du 22 août 1926 (el), renversement de Pangalos par le général Geórgios Kondýlis ;
- Coup d'État du 6 mars 1933 (el) par le général républicain Nikólaos Plastíras, qui échoue ;
- Le 1er mars 1935, Coup d'État grec de mars 1935 par Plastiras et Vénizélos, qui échoue ;
- Coup d'État grec du 10 octobre 1935 par Kondylis, qui met fin à la Deuxième République hellénique et permet la restauration du roi Georges II de Grèce ;
- Le 4 août 1936, Ioánnis Metaxás met en place un pouvoir dictatorial, le Régime du 4-Août ;
- Le 28 juillet 1938, Coup d'État grec de 1938, tentative de rébellion en Crète contre le régime de Métaxas, qui échoue ;
- Le 31 mai 1951, tentative de coup d'État d'un groupe d'officiers d'extrême-droite dénommé Lien Sacré des Officiers Grecs (el) (IDEA), qui échoue ;
- Coup d'État du 21 avril 1967 qui instaure la Dictature des colonels ;
- Contre-coup d'État du 13 décembre 1967 par le roi Constantin II, qui échoue et oblige le souverain à quitter définitivement la Grèce ;
- Mutinerie grecque du 23 mai 1973 contre la dictature. L'équipage du destroyer Velos demande l'asile politique en Italie, le reste des mutineries en territoire grec est réprimé ;
- Coup d'État du 25 novembre 1973 (el), où la ligne dure de la junte autour du général Dimítrios Ioannídis supplante Geórgios Papadópoulos ;
- Coup d'État du 24 février 1975 dit « Coup d'État des pyjamas », tentative de certains officiers de renverser le gouvernement de Constantin Caramanlis, qui échoue.

## Galerie

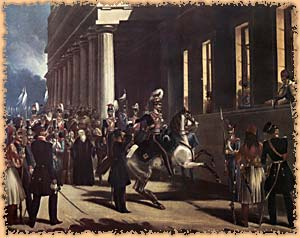
Le Coup d'État du 3 septembre 1843.
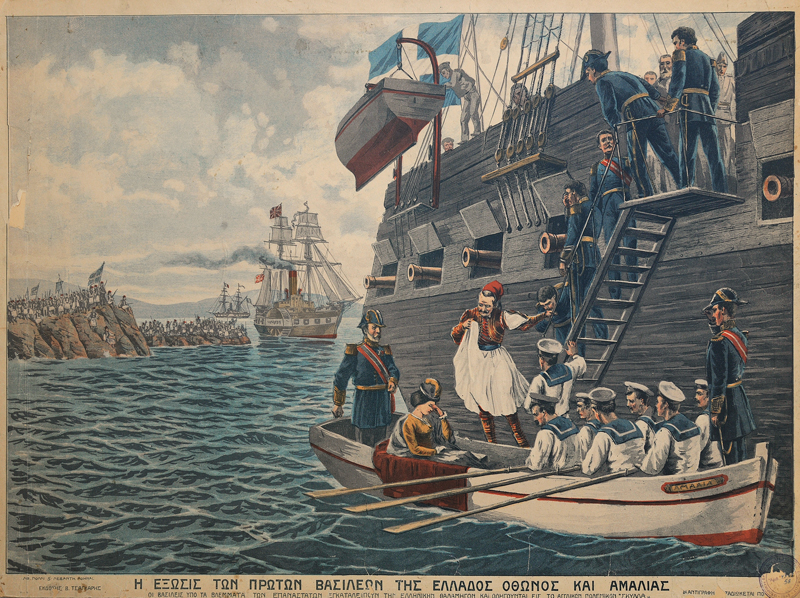
L'expulsion du roi Othon après la révolution grecque de 1862, selon une lithographie populaire.
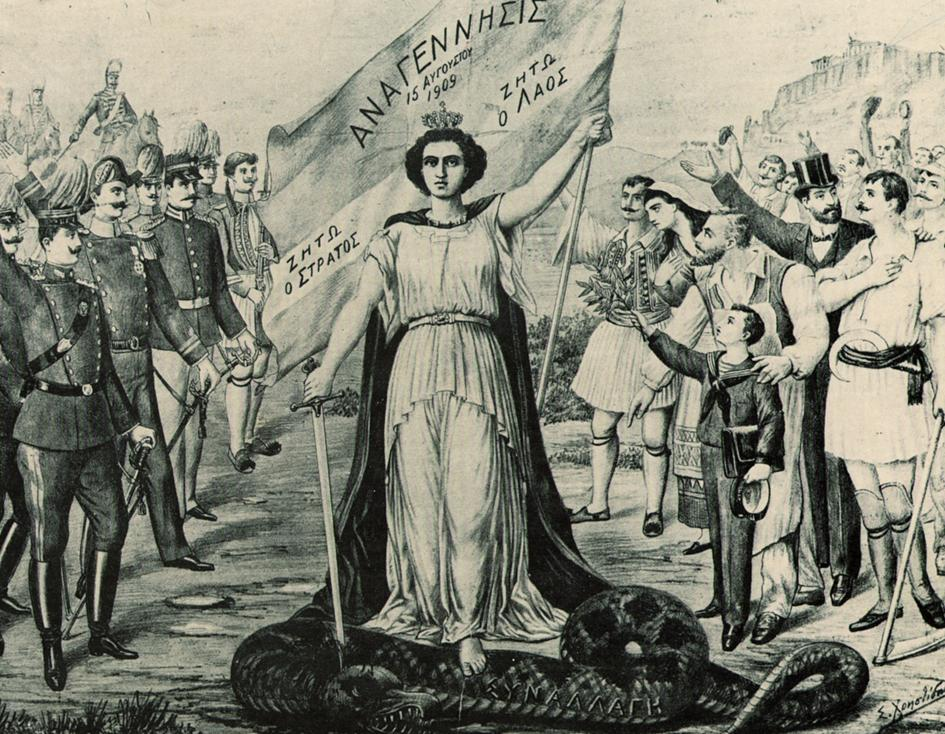
Lithographie célébrant le coup de Goudi.
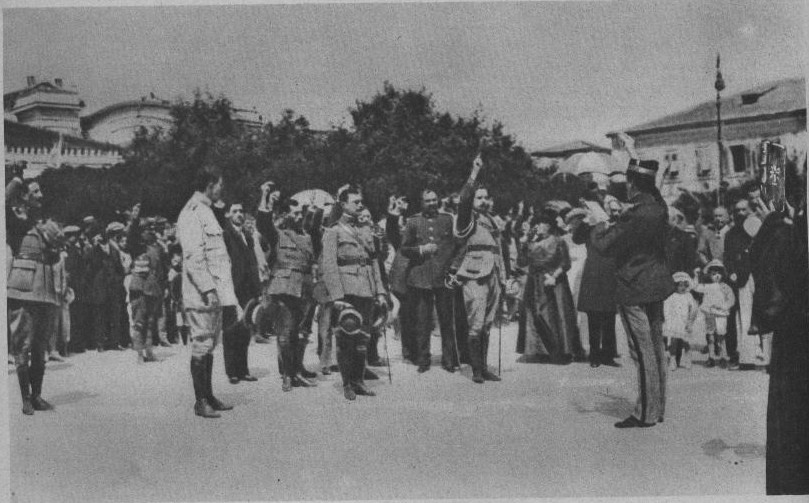
Le colonel Mavroudis fait prêter serment aux officiers des troupes fidèles à Vénizelos et au Gouvernement de défense nationale, photo parue dans Le Miroir le 17 juin 1917.
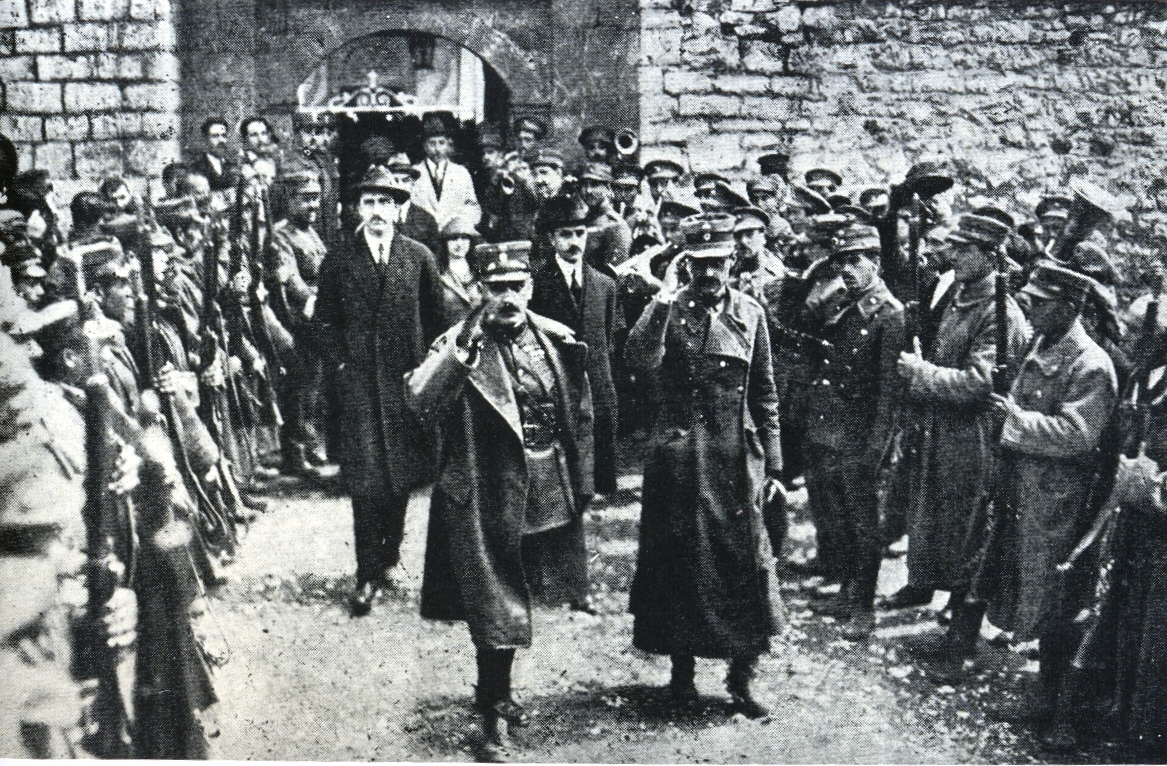
Les colonels Plastiras et Gonatas précédant Geórgios Papandréou à Mousounitsa, lors du coup d'État du 11 septembre 1922.
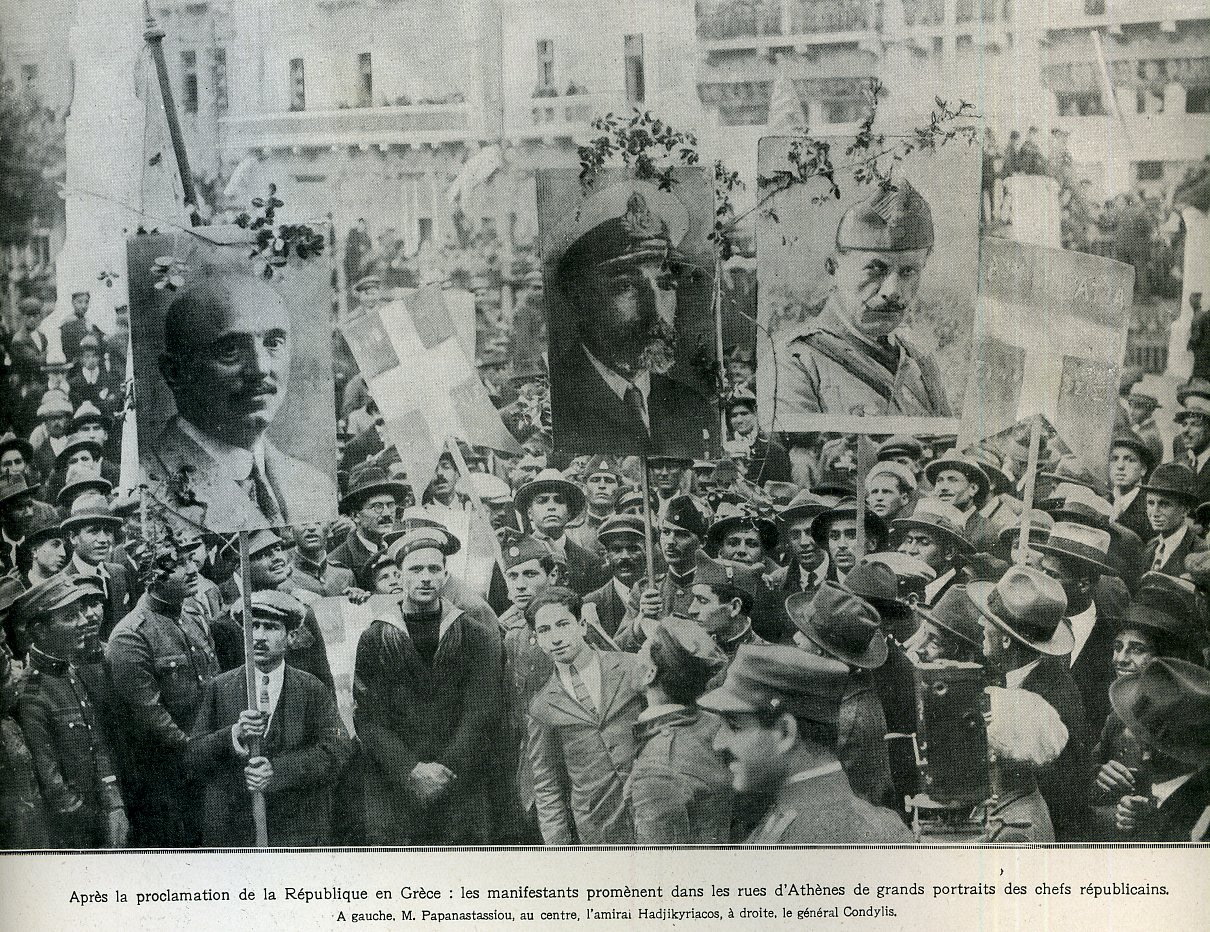
Après la proclamation de la Deuxième République hellénique, la foule acclame des portraits des chefs vénizélistes. Photo parue dans L'Illustration le 12 avril 1924.
Automitrailleuse dans les rues d'Athènes pendant le coup d'État de Pangalos, en 1925.